# Kraftwerk Pukchang
Das Kraftwerk Pukchang ist ein Kohlekraftwerk bei Pukchang in der nordkoreanischen Provinz P’yŏngan-namdo.
Mit dem Bau wurde – trotz geringer Kohlevorräte und rückständiger Bergbautechnik – wie beim Kohlekraftwerk Chongchongang in den späten 1970er Jahren begonnen. Es wurde vor dem Zerfall der Sowjetunion in Betrieb genommen und versorgt den Süden der nordkoreanischen Hauptstadt Pjöngjang sowie die Provinzen P’yŏngan-namdo, Hwanghae-pukto und Hwanghae-namdo mit Elektrizität.
Mit einer Nennleistung von 1600 Megawatt ist es das stärkste Kraftwerk des Landes, gefolgt vom gleichfalls kohlebefeuerten Wärme- und Heizkraftwerk Pjöngjang mit 500 Megawatt. Die tatsächliche Leistung wird von Beobachtern aber als deutlich geringer eingeschätzt, nicht zuletzt aufgrund des Alters der Anlage. Das mit drei Schornsteinen ausgestattete Werk liegt etwa 100 Kilometer nordöstlich von Pjöngjang.
Mit Stand von Juni 2000 erzeugte es etwa die Hälfte der nordkoreanischen Stromproduktion. Zur Ergänzung der störungsanfälligen Stromerzeugung in Nordkorea ist das Kohlekraftwerk Samdung-ri im Landkreis Kangdong östlich von Pjöngjang im Bau.